# Лапшенков, Семён Васильевич
Семён Васи́льевич Лапшенко́в (20 июля (2 августа) 1913 — 21 сентября 1943) — советский лётчик бомбардировочной авиации ВМФ СССР в Великой Отечественной войне, Герой Советского Союза (31.05.1944, посмертно). Майор (5.02.1943).

## Биография
Родился в деревне Екатериновка (ныне — Юхновского района Калужской области) в семье плотника.
Ещё подростком начал работать пастухом. В 1929 году окончил школу фабрично-заводского ученичества, работал слесарем на Подольском механическом заводе имени М. И. Калинина. Окончил индустриальный техникум в Подольске.
В 1931 году поступил в институт повышения квалификации инженерно-технических работников на базе Московского машиностроительного института, который окончил в 1934 году. С 1932 года являлся членом ВКП(б). В 1930-х годах работал в Щербинке, Подольске.
С сентября 1934 года — в Военно-Морском Флоте СССР, по спецнабору. В 1936 году окончил Военную школу лётчиков и летнабов морской и сухопутной авиации имени И. В. Сталина в Ейске. Служил в ВВС Балтийского флота: лётчик и командир звена 47-й скоростной бомбардировочной эскадрильи, с мая 1938 года — командир звена и военком эскадрильи 57-го штурмового авиационного полка. Участвовал в советско-финской войне 1939—1940 годов, выполнил 10 боевых вылетов на уничтожение финских береговых батарей и огневых точек на «Линии Маннергейма». За отличия на этой войне награждён орденом Красной Звезды и медалью «За отвагу».
С ноября 1940 года учился на Высших курсах усовершенствования начальствующего состава авиации ВМФ, которые окончил в июле 1941 года.
Участник Великой Отечественной войны с июля 1941 года. Был назначен командиром эскадрильи в 73-й бомбардировочный авиационный полк ВВС Балтийского флота, в составе которого сражался в ходе Прибалтийской и Ленинградской оборонительных операций. Выполнил 22 боевых вылета на бомбардировщике СБ.
В сентябре 1941 года был отозван с фронта и назначен командиром эскадрильи Военно-морского авиационного училища имени И. В. Сталина, готовил молодых лётчиков для фронта и сам освоил новый бомбардировщик Пе-2.
В марте 1942 года назначен командиром эскадрильи 29-го пикировочно-бомбардировочного авиационного полка, который в мае 1942 года вступил в бой в составе Ударной авиационной группы Ставки ВГК (затем Особая морская авиационная группа резерва Ставки ВГК). Поддерживал боевые действия войск Ленинградского и Волховского фронтов и совершал дальние боевые вылеты на борьбу с вражеским судоходством в Балтийском море. По данным советской стороны, 28 июля 1942 года в Ирбенском проливе прямым попаданием авиабомбы Семён Лапшенков потопил немецкий эсминец (данными противника это потопление не подтверждается).
В августе 1942 года в составе полка переведён на Северный флот. Летал на бомбардировки немецких военно-морских баз и портов Киркенес и Петсамо, аэродромов в Северной Норвегии, на борьбу с немецким судоходством в Баренцевом море. Первым на Северном флоте совершил ночной полёт на Пе-2.
Командир эскадрильи 29-го бомбардировочного авиационного полка (5-я минно-торпедная авиационная дивизия ВВС Северного флота) майор С. В. Лапшенков выполнил 55 боевых вылетов, из них 32 в Заполярье. Потопил эсминец, 3 лично и 2 в группе вражеских транспорта (потопление ещё 2-х транспортов отмечено в наградных документах как предположительное), уничтожил на земле 8 самолётов противника. Поразил большое количество наземных целей.
Указом Президиума Верховного Совета СССР от 31 мая 1944 года за «образцовое выполнение боевых заданий командования на фронте борьбы с немецкими захватчиками и проявленные при этом отвагу и геройство» майору Лапшенкову Семёну Васильевичу присвоено звание Героя Советского Союза (посмертно).
18 сентября 1943 года майор Лапшенков был назначен командиром 29-го бомбардировочного авиаполка. А 21 сентября 1943 года при выполнении учебного полёта в качестве инструктора на Пе-2 с молодым лётчиком его самолёт был атакован неожиданно появившимися немецкими истребителями. Горящий самолёт упал недалеко от своего аэродрома Ваенга-2. Семён Васильевич умер через шесть часов в госпитале от сильнейших ожогов.
Похоронен на военном кладбище города Североморска.

## Награды
- Герой Советского Союза (31.05.1944, посмертно).
- Орден Ленина (31.05.1944, посмертно).
- Два ордена Красного Знамени (3.11.1942, 4.02.1943).
- Орден Красной Звезды (7.02.1940).
- Медаль «За отвагу» (1940).

## Память
- Бюст С. В. Лапшенкова в числе 53-х лётчиков-североморцев, удостоенных звания Героя Советского Союза, установлен в посёлке Сафоново на Аллее Героев около музея ВВС СФ, там же в числе 898 фамилий выбита фамилия Героя на каменных плитах мемориала, открытого 17 августа 1986 года (скульптор Э. И. Китайчук, архитектор В. В. Алексеев).
- Имя С. В. Лапшенкова увековечено на памятнике уроженцам Чемодановской волости, погибшим в годы Великой Отечественной войны, установленном на месте деревни Глухово[2][8].
- Именем С. В. Лапшенкова названы:
  - улица в Подольске Московской области, на доме № 83 по этой улице установлена мемориальная доска[9][10].
  - траулер Министерства рыбного хозяйства (в строю в 1981—2013 годах)[11].